# Sylvia Hoffman
Sylvia Hoffman (ur. 29 czerwca 1989 w Filadelfii) – amerykańska bobsleistka, brązowa medalistka olimpijska z Pekinu 2022.
Mieszka w Colorado Springs.

## Kariera
Grała w koszykówkę na poziomie uniwersyteckim podczas studiów na Louisiana State University in Shreveport oraz podnosiła ciężary (jej najwyższym wynikiem w tej dyscyplinie było 7. miejsce na Letniej Uniwersjadzie 2017).
W 2018 wzięła udział reality show Scouting Camp: The Next Olympic Hopeful, podczas którego trenerzy bobslejów zwerbowali ją do tego sportu. Już w kolejnym roku znalazła się w amerykańskiej kadrze na mistrzostwa świata.

## Udział w zawodach międzynarodowych
| Impreza            | Rok  | Gospodarz | Konkurencja     | Miejsce |                      |      |       |        |      |
| ------------------ | ---- | --------- | --------------- | ------- | -------------------- | ---- | ----- | ------ | ---- |
| Impreza            | Rok  | Gospodarz | Konkurencja     | Miejsce | Igrzyska olimpijskie | 2022 | Pekin | dwójki | 03 ! |
| Mistrzostwa świata | 2019 | Whistler  | konk. drużynowy | 4.      |                      |      |       |        |      |
| Mistrzostwa świata | 2021 | Altenberg | dwójki          | 5.      |                      |      |       |        |      |